# جفری تامبر
جفری تامبر (به انگلیسی: Jeffrey Michael Tambor) (زاده ۸ ژوئیه ۱۹۴۴) بازیگر آمریکایی است که از فیلم‌های معروفی که او در آن ایفای نقش کرده‌است می‌توان به فیلم کاغذ سمی مگس کش اشاره کرد.

## زندگی شخصی
تامبور و همسرش کاسیا دارای یک پسر گابریل کسپر، دختر کوچکتر ایو جولیا و پسران دوقلوی هوگو برنارد و الی نیکلاس هستند که در ۴ اکتبر ۲۰۰۹ زاده شدند. او یک دختر بالغ از یک رابطه قبلی دارد.
در سال ۲۰۰۷، تامبور یک ساینتولوژیست گزارش شد. با این حال، در فوریه ۲۰۰۸، او در مورد «گزارش‌های اینترنتی» در مورد دخالت ادعایی خود با ساینتولوژی ابراز نگرانی کرد و اظهار داشت که «در یک زمان در برخی از کلاس‌های ساینتولوژی شرکت کرد، مدتی ساینتولوژی مطالعه کرد، اما نه بیشتر. من مخالفتی ندارم. اما من دیگر ساینتولوژیست نیستم.»

## فیلم‌شناسی
فهرست برخی از فیلم‌ها و سریالهایی که جفری تامبر در آن‌ها به ایفای نقش پرداخته‌است:
- کاغذ سمی مگس کش
- با جو بلک آشنا شوید
- خماری: قسمت دوم
- خماری: قسمت سوم
- دختر، گسیخته شده
- پرورش شکست‌خورده
- بنت
- چگونه گرینچ کریسمس را دزدید
- پروژه پنج
- شیطون‌های کوچولو
- پسر جهنمی ۲
- باب‌اسفنجی شلوار مکعبی
- یه چیزی راجع به مری هست
- آقای مادر
- ماپت‌های فضایی
- سوخته
- بدون عشق‌بازی کوچک
- ۵۵ قدم
- جریان پس‌رو
- آموزش خانم تینگل
- تحت‌تعقیب‌ترین‌های مالیبو
- دختر رئیس من
- عملیات